# Удэгейский язык
Удэге́йский (удэ́йский) язы́к — язык удэгейцев, относящийся к тунгусо-маньчжурским языкам, образуя с другими приамурскими языками амурскую подгруппу тунгусской группы этих языков. Ближе всего к удэгейскому стоит орочский язык.
Распространён в нескольких сельских районах Приморского и Хабаровского краёв Российской Федерации. Численность носителей — 103 человека (2010, перепись) с учётом тех, кто не является удэгейцами. В 2002 году удэгейским языком владели 227 человек.

## Самоназвание
Впервые для удэгейцев, орочей и тазов Жан-Франсуа де Лаперуз дал общий этнонимом «орочены» (фр. les orotchys), используемый для обозначения для коренного населения, жившего по побережью Татарского пролива и Японского моря, а именно — в заливе Де-Кастри в 1787 году во время своего кругосветного путешествия. Это название было в ходу в литературе вплоть до начала XX века, пока удэгейский язык не получил своё современное название.
Впервые термин удэhе появился у Браиловского С. Н. на рубеже XX века. Это самоназвание носила одна из групп северных удэгейцев. При этом он не разделял удэгейцев и орочей. Браиловский также начал использовать термин тазы как синоним термину удэhе. В конце 20-х гг. XX в. в стране развернулась кампания по изменению этнонимов. Орочены были разделены на три группы и стали орочами, удэгейцами или тазами. Впервые такое разделение можно найти в работах Арсеньева В. К. При этом ни у орочей, ни у удэгейцев, ни у тазов до этого не было общего самоназвания, каждая группа имела своё территориальное название. Этническая идентичность присутствовала скорее «имплицитно», т.е. когда местные-автохтонные жители противопоставлялись народам-пришельцам (китайцам, маньчжурам, корейцам и т.д.).

## Лингвогеография

### Ареал
Удэгейцы живут небольшими группами в многонациональных сёлах по притокам рек Уссури (Хор, Бикин, Иман), Амур (Анюй, Хунгари, Кур) и по рекам, впадающим в Татарский пролив (Самарга, Нельма, Единка и др.). Большинство удэгейцев в настоящее время проживает в сёлах Гвасюги на реке Хор (район имени Лазо Хабаровского края) и Красный Яр на реке Бикин (Пожарский район Приморского края). В языке различных территориальных групп наблюдаются некоторые различия.

### Социолингвистические сведения
Удэгейский — разговорный язык, которым пользуются в быту представители старшего поколения (старше 70 лет), а также язык фольклора. По данным Всероссийской переписи населения 2010 года, из 1493 человек, назвавших себя удэгейцами, лишь 82 человека, то есть 5,49 %, указали, что владеют удэгейским языком. Кроме них, удэгейским владели 4 нанайца. Остальные носители языка не относились к коренным малочисленным народам Севера, Сибири и Дальнего Востока России. Кроме удэгейского языка, практически все удэгейцы владеют русским — 1482 из 1483 человек по данным переписи, которые записываются со слов опрашиваемых, 35 человек (по состоянию на 2010 год) владели английским, 16 — китайским (он был очень распространён до Октябрьской революции, вытесняя удэгейский), 4 — нанайским, 5 человек указали владение узбекским языком (вероятно, ошибочно: в графах таблицы графа удэгейский и узбекский языки находятся рядом), по 1 — корейским, немецким, французским, украинским и другим (отсутствующим в списке). Три человека не указали свой язык.

### Диалекты
Диалекты удэгейского языка выделяют, прежде всего, на географических основаниях: каждой территориальной группе, кочевавшей в пределах бассейна одной реки, приписывается свой диалект. Исторически выделялись кур-урмийский, самаргинский, анюйский, хунгарийский, хорский, бикинский, иманский и приморский диалекты.
С лингвистической точки зрения диалекты удэгейского языка, а также орочский язык образуют общий континуум. Собственно удэгейский континуум разделяют по линии «север-юг» касающийся всех уровней: фонетика и фонология, морфология и лексика, синтаксис.
Традиционно в удэгейском лингвистами выделялись следующие три диалектные группы: иманско-бикинская, хорско-анюйская и самаргинско-хунгарийская. Поскольку хунгарийский и приморский диалекты полностью утрачены, то в удэгейском языке стали противопоставлять северную группу (анюйский, хорский, самаргинский) и южную группу (бикинский и иманский). По кур-урмийскому диалекту нет достаточных материалов.
Система диалектов удэгейского языка:
- кур-урмийский

Северная группа:
- хорский (уд. хуӈка)
- анюйский (уд. униӈка)
- самаргинский (уд. самаргиӈка)
- хунгарийский (уд. хуӈгаке) †

Южная группа:
- бикинский (уд. бикиӈка)
- иманский (уд. имаӈка)
- приморский (уд. намуӈка) †

В 30-е гг XX в. за основу литературного удэгейского язык был взят хорский диалект на латинской основе созданный Евгением Робертовичем Шнейдером, который просуществовал до 1937 года когда Евгений Шнейдер был репрессирован, а вся созданная на латинице литература была запрещена. Вместо неё в рамках всеобщей кампании была формально введена кириллица в качестве алфавита, но де-факто удэгейский язык вплоть до 1980-х гг. стал бесписьменным.
В конце 80-х в удэгейском языке начали формироваться два литературных языка:
- один для северной группы основанном на Хорском диалекте (алфавит Симонова-Куляндзига; «Хабаровский»)
- второй для южной группы основанном на Бикинском диалекте (алфавит Перехвальской; «Ленинградский»/«Петербургский»).

## Письменность
В начале 30-х годов XX в. была создана письменность на латинской графике и изданы школьные учебники для удэгейцев и орочей; язык последних считался в то время одним из обособленных диалектов удэгейского языка.

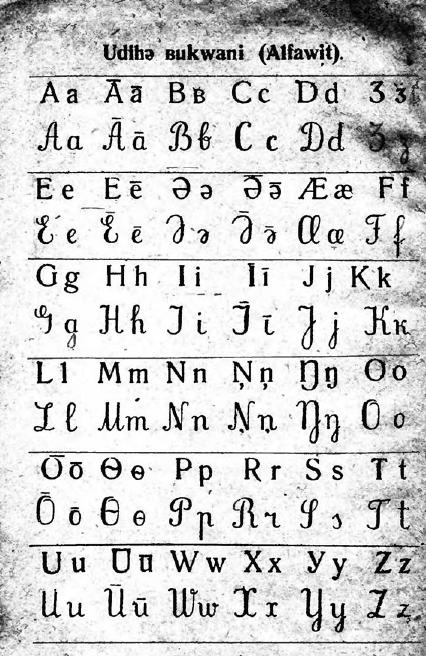
Удэгейский алфавит из букваря 1932 года

С 1937 по 1989 год удэгейская письменность не функционировала.
В настоящее время существуют 2 удэгейских алфавита («петербургский» и «хабаровский»), используемых в учебных пособиях на удэгейском языке.
Для северного варианта удэгейского языка используется следующая версия алфавита («хабаровский»):
| А а | 'А 'а | Ā ā | Â â | Б б | В в | Г г | ғ   | Д д   | Ӡ ӡ | И и | Ӣ ӣ | И̂ и̂ |
| Й й | К к   | Л л | М м | Н н | Њ њ | Ӈ ӈ | О о | 'О 'о | Ō ō | Ô ô | П п | Р р |
| С с | Т т   | У у | Ӯ ȳ | У̂ ŷ | Ф ф | Х х | Ч ч | Ь ь   | Э э | 'э  | Э̄ э̄ | Э̂ э̂ |

Для южного варианта удэгейскогог языка используют другой вариант алфавита («петербургский»):
| А а | Б б | В в | (Ԝ ԝ) | Г г | Д д | Ә ә | Е е | Ё ё | Ж ж | З з | Ӡ ӡ | И и |
| Й й | К к | Л л | М м   | Н н | Ӈ ӈ | Њ њ | О о | П п | Р р | С с | Т т | У у |
| Ф ф | Х х | Ц ц | Ч ч   | Ш ш | Щ щ | Ъ ъ | Ч ч | Ы ы | Ь ь | Э э | Ю ю | Я я |

## Лингвистическая характеристика

### Фонетика
Диалекты удэгейского языка различаются звуковым составом — в первую очередь, в системе вокализма. Северные диалекты характеризуются наличием пяти категорий гласных фонем: краткие и долгие, дифтонги, прерывные и аспирированные. В южных диалектах аспирированные гласные отсутствуют, дифтонги проявляют склонность к монофтонгизации. Гармония гласных характерна для всех диалектов. 
Что касается консонантизма, в северных диалектах удэгейского языка имеется 20 согласных фонем, в южных — 19 (отсутствует велярный фрикативный согласный /ɣ/).
|                       | Передние          | Передние              | Центральные       | Задние |
| --------------------- | ----------------- | --------------------- | ----------------- | ------ |
| нелабирал. (неокруг.) | лабирал. (округ.) | нелабирал. (неокруг.) | лабирал. (округ.) |        |
| Верхние               | /i/               | /y/                   |                   | /u/    |
| Средние               | /e/               | /ø/                   | /ə/               | /o/    |
| Нижние                | /æ/               |                       | /a/               |        |

| Долгие                       | /a:/, /o:/, /u:/, /ə:/, /i:/, /iə/, /eæ/, /yø/, /yi/          |
| Долгие ларинг. (глотализир.) | /aˀa/, /oˀo/, (əˀə)                                           |
| Долгие фаринг. (придыхат.)   | /aʰa/, /oʰo/, /uʰu/, /əʰə/, /iʰi/, (iʰe), /eʰæ/, /yʰø/, /yʰi/ |

| Долгие                       | /a:/, /o:/, /u:/, /ə:/, /i:/, /e:/, /æ:/, /ø:/ |
| Долгие ларинг. (глотализир.) | /aˀa/, /oˀo/, (əˀə)                            |

Природу прерывных и аспирированных гласных в удэгейском языке можно объяснить утратой некоторых согласных звуков в положении между двумя гласными. Экспериментальные исследования показали, что в северных диалектах глоттализированные гласные прерываются смычкой, поэтому носят название  «прерывных». При более беглом произношении смычка заменяется «скрипучей» фонацией.
В родственных удэгейскому языку придыхательным и прерывным гласным соответствует трёхфонемные сочетания гласных с согласными. В общем случае придыхательные долгие гласные образовались из сочетания V-s-V, а прерывные долгие гласные – из сочетания V-q-V.
Среди лингвистов занимавшихся изучением удэгейского языка вызывали споры фонологическая трактовка гласных фонем. В частности вызывали споры относительно фонологической природы аспирированных и глоттализированных гласных вызваны не в последнюю очередь тем, на какой именно говор удэгейского языка опирался тот или иной исследователь. 
Существует две основные точки зрения на фонологическую природу этих гласных: 
1. это особые фонемы;
2. они не имеют самостоятельной фонологического статуса, а являются сочетаниями гласных и согласным фонем.

Первую точку зрения высказал Шнейдер Е. Р. (с опорой на исследование Л.Р. Зиндер и М.И. Матусевич), и поддержана Симоновым М. Д., Радченко Г. Л., Николаевой  И. А. Вторую точку зрения высказал Суник О. П. (вместе с тем трактовал систему гласных фонем в следующем виде: / i/, /ɪ/, /æ/, /ø/, /ə/, /a/, /u/, /ʊ/), и был поддержан Кормушиным И. В.
Финский лингвист Юха Янхунен высказал более радикальную точку зрения на природу глоттализированных гласных о развитии тонов в удэгейском языке, что вызвало дополнительные споры.
|             | Губно-губные | Губно-губные | Альвеолярные | Альвеолярные | Среднеязычные | Среднеязычные | Заднеязычные | Заднеязычные | Фарингальные | Гортанная смычка |
| ----------- | ------------ | ------------ | ------------ | ------------ | ------------- | ------------- | ------------ | ------------ | ------------ | ---------------- |
| Взрывные    | /p/          | /b/          | /t/          | /d/          |               |               | /k/          | /g/          |              | /ˀ/              |
| Фрикативные | (f)          | (β)          | /s/          | /s/          |               |               | /x/          | /ɣ/**        | /h/          |                  |
| Аффрикаты   |              |              |              |              | /t͡ʃ/*         | /d͡ʒ/*         |              |              |              |                  |
| Носовые     | /m/          | /m/          | /n/          | /n/          | /ɲ/           | /ɲ/           | /ŋ/          | /ŋ/          |              |                  |
| Щелевые     | /w/          | /w/          |              |              | /j/           | /j/           |              |              |              |                  |
| Боковые     |              |              | /l/          | /l/          |               |               |              |              |              |                  |

*в южной группе реализуется как /ts/ и /dz/.
**существует как отдельная фонема в хорском диалекте.
Интервокальная фонема /f/ является аллофобным вариантом /p/ и /b/, а также в заимствованиях из других языков.
Носовые звуки в начале слова /n/ и /ŋ/ могут быть спорадически потеряны перед гласными /i/ и /u/.

### Морфология
Удэгейский язык относится к языкам суффиксально-агглютинативного типа, есть элементы фузии. Границы между некоторыми морфемами при этом стираются. Синтетические словоформы дополняются аналитическим конструкциями, состоящими из знаменательных и служебных слов (служебные глаголы, связки, послелоги).

#### Существительные
Имя существительное обладает грамматическими категориями падежа, принадлежности и числа. Грамматических категорий рода, а также одушевлённости/неодушевлённости нет. Существительные обладают категорией лица (человека) и не-лица (вещи), что выявляется с помощью вопросительных местоимений нӣ (кто?) (о лицах), е‘у (что?) (о не-лицах), а также личных местоимений нуа (он), нуати (они; только о лицах), эйи (этот), тэйи (тот), ути (вон тот; о всех предметах).
Форма числа (ед. -ø, мн. -гэту и др.) могут иметь только существительные, обозначающие лицо. В классе существительных-не-лиц грамматическая категория числа остаётся морфологически не выраженной и определяется контекстуально.
Падежная парадигма включает десять косвенных форм, при этом назначительный падеж реализуется только в притяжательных формах, а звательный суживает область употребления.

#### Числительные
В удэгейском различаются следующие разряды числительных: количественные, порядковые, разделительные (два типа), собирательные (или исчерпывающие), повторительные и ограничительные. Количественные числительные имеют категорию падежа.
| 0    | 1         | 2      | 3     | 4       | 5       | 6           | 7        | 8       | 9          | 10    |       |
| ---- | --------- | ------ | ----- | ------- | ------- | ----------- | -------- | ------- | ---------- | ----- | ----- |
| ноль | омо       | ӡу     | ила   | дӣ      | туӈа    | њуӈу (нюӈу) | нада     | ӡакпу   | йэйи (ейи) | ӡā    |       |
|      | 20        | 30     | 40    | 50      | 60      | 70          | 80       | 90      | 100        | 1000  | 10000 |
|      | ԝаи (ваи) | ила ӡā | дӣ ӡэ | туӈа ӡā | њуӈу ӡэ | нада ӡā     | ӡакпу ӡā | йэйи ӡā | таӈгу      | миӈга | тумэ  |

### Лексика
В словарном составе удэгейского языка преобладает исконная лексика. Отмечаются старые лексические заимствования из маньчжурского языка, испытавшего, в свою очередь, значительное влияние монгольского и китайского языков.

## Примеры
Начало сказки «Сэлэмэгэ»:
| алфавит Е. Р. Шнейдера                                              | Omo jəgdig’ə bagdehæni, mam’asaxi-da. Mam’asani gə̄nʒi bisini. Tu bisiti. Bimi-də mam’asatigī digaŋkini: — Bi Sələməgə guniəiwəti isənəʒəmi, — guŋkini.                                   |
| «Хабаровская» кириллица (алфавит М. Д. Симонова и В. Т. Кялундзюги) | Омо йэгдэғ’э багдиэ̂ни, мам’асахи-да. Мам’асани гэ̅нʒи бисини. Ту бисити. Бими-дэ мамас’атиғи̅ диғаӈкини: — Би Сэлэмэгэ гунэивэти исэнэʒэми, — гуӈкини.                                     |
| «Ленинградская» кириллица (алфавит Е. В. Перехвальской)             | Омо йəгдəг’ə багдиəни, мам’асахи-да. Мам’асани гə́нʒи бисини. Ту бисити. Бими-дə мамас’атигий диаӈкини: — Би Сəлəмəгə гунəйwəти исəнəʒəми, — гуӈкини.                                     |
| алфавит А. А. Канчуга                                               | Омо егдигэ багдиэни, мамасахида. Мамасани гээнди бисини. Ту бисити. Бимидэ мамасатиги диаӈкини: — Би Сэлэмэгэ гунэивэти исэнэзэми, — гуӈкини.                                            |
| Русский перевод                                                     | Жил-был один молодец, он женат был. Жена ребёнка ждала. Так было. Через некоторое время он жене и говорит: — Пойду-ка я посмотрю на этого Сэлэмэгэ, о котором рассказывают, — сказал он. |